# Giorgio Braccesi
Giorgio Braccesi (Firenze, 30 gennaio 1900 – 10 gennaio 1975) è stato un politico italiano.

## Biografia
Impegnato in politica fin dalla gioventù con il Partito Popolare Italiano, nel secondo dopoguerra è uno dei principali esponenti della Democrazia Cristiana in provincia di Pistoia. Nel 1948 viene eletto al Senato, mantenendo la carica per cinque legislature consecutive, fino al 1972. Ha fatto parte del governo Moro III, in carica dal 24 febbraio 1966 al 25 giugno 1968, come Sottosegretario al Tesoro.
Nella stagione sportiva 1949-1950 è stato presidente dell'Unione Sportiva Pistoiese, all'epoca militante in Serie C.
Dal 1956 al 1960 è stato anche sindaco di Cutigliano, carica che successivamente avrebbe ricoperto anche il figlio Massimo (dal 1964 al 1990)  e poi il nipote Tommaso (dal 2014 al 2016).
Muore il 10 gennaio 1975, poche settimane prima di compiere 75 anni.